# 朝比奈泰尚
朝比奈 泰尚（あさひな やすなお）は、幕末の水戸藩重臣。通称は弥太郎。いわゆる諸生党の中心的人物のひとり。

## 概略
大番頭、水戸城代、家老を歴任。当初は尊王攘夷派（天狗党）に属したものの、安政5年（1858年）保守派（諸生党）に転向し、諸生党の領袖市川弘美（三左衛門）とともに戊午の密勅返還に反抗した激派（長岡勢）に対しての厳罰を建言している。元治元年（1864年）藤田小四郎ら天狗党が筑波山に挙兵すると（天狗党の乱）、市川とともに家老武田耕雲斎を失脚させる。筑波勢への過激な対応を天狗党鎮派から責められて免職となるが、従弟の佐藤信近（図書）とともに江戸の諸生党を率い、筑波勢討伐に出陣していた市川らと合流して水戸城に入り、再度家老となって藩内を掌握した。この騒乱で諸生党は天狗党を一掃して藩政を掌握し、自身は江戸家老となって家禄も加増された。慶応2年（1866年）幕府より藩内動乱の責任者として市川・佐藤らとともに切腹を命じられたが、諸生党の抵抗によって朝比奈・佐藤・鈴木重棟（石見守）・大森信任（弥三左衛門）の家老辞職に留まった。
慶応4年（1868年）王政復古がなると、勢力挽回を図った市川らの策動で佐藤・鈴木とともに復職し、江戸に出て藩邸を制圧した。直後に徳川慶篤に市川・鈴木・朝比奈・佐藤・大森への厳罰の勅命が下る。粛清を躊躇した慶篤によって免職謹慎を命じられたが、江戸を脱して水戸に入り、4月には市川・鈴木らとともに脱藩して奥羽越列藩同盟側として会津戦争に身を投じた。しかし秋には同盟側の不利が決定的となり、9月に市川らと水戸城を巡って弘道館戦争を戦ったが、旧天狗党を含む新政府軍に敗北。下総方面に敗走するが、追撃する新政府軍に子の靱負ともども討たれた（松山戦争）。